# Надеждино (Воротынский район)

Надеждино — деревня в Воротынском районе Нижегородской области в составе Чугуновского сельсовета.

## Географическое положение
Деревня Надеждино расположена на реке Чугунка в 130 км на восток от Нижнего Новгорода по федеральной автотрассе М-7 "Волга",  в 4 км к северу от автотрассы  и в 1 км  от села Чугуны.

## История
Основана деревня примерно в 1803 году. В 1810 году было 6 домов. Изначально сельцо ( деревня ) принадлежала Ивану Петровичу Мильгунову. Затем его дочери Надежде ( по имени которой и названа ). После Надежды Ивановны деревней владеет Серафима Яковлевна Мосальская. Затем деревню выкупает генерал-майор Сергей Ипполитович Зыбин племянник рязанского губернатора и чугуновского помещика Сергея Сергеевича Зыбина. По наследству владение вначале переходит к сыну Константину Сергеевичу Зыбину, камергеру двора Его Императорского Величества служащему Российского посольства в Испании, а затем к его приемной дочери Марии Кандидовне Огидаго-Элерц ( испанке ). После замужества Марии деревня в качестве приданого принадлежит Ивану Васильевичу Инсарскому начальнику земской управы в Княгининском уезде и деревню переименовывают в Инсарское. Название "Инсарское" не прижилось и после революции вновь возвращают первоначальное - Надеждино.
Перед войной в деревне было 131 хозяйство и проживало 480 человек. В то время в деревне были ветряная и паровая мельницы, лесопилка, пекарня, кузница и мастерская  по изготовлению телег, саней и конской сбруи.